# 麦徳華
麦 徳華（ばく とくか、中国語：麦德华、英語：Tak Wah Mak、1946年10月4日 - ） は、中国出身のカナダの生物学者。主な業績はCTLA-4の機能やT細胞受容体の発見。
広州市生まれ。香港で育ち、1967年にウィスコンシン大学マディソン校卒業。1969年に同大学院から化学のM.Sc、1972年にアルバータ大学からPh.D.を取得。1974年にトロント大学助教授、1984年に教授に就任。1980年には母校の客員教授を務め、2004年から2007年までは香港大学で客員教授を務めた。1994年王立協会フェロー選出。

## 受賞歴
- 1988年 - エミール・フォン・ベーリング賞
- 1989年 - ガードナー国際賞
- 1995年 - キング・ファイサル国際賞医学部門
- 2004年 - パウル・エールリヒ&ルートヴィヒ・ダルムシュテッター賞
- 2023年 - ウィリアム・コーリー賞

## 参照
- University of Toronto biography
- University Health Network Profile